# Religioni a Samoa
Il cristianesimo è la religione più diffusa a Samoa. Secondo il censimento del 2016 (l'ultimo effettuato), i cristiani rappresentano il 96,9% della popolazione (con una maggioranza di protestanti); il 2,9% della popolazione segue altre religioni e lo 0,2% della popolazione non segue alcuna religione. Una stima dell'Association of Religion Data Archives (ARDA) riferita al 2020 dà i cristiani al 98,8% circa della popolazione e coloro che seguono altre religioni allo 0,6% circa della popolazione, mentre lo 0,6% circa della popolazione non segue alcuna religione.
La costituzione afferma che Samoa è una nazione cristiana, ma riconosce il diritto dei cittadini di scegliere, praticare e anche cambiare la propria religione.

## Religioni presenti

### Cristianesimo
Secondo il censimento del 2016, i protestanti rappresentano il 54,9% della popolazione, i cattolici il 18,8% della popolazione e i cristiani di altre denominazioni il 23,2% della popolazione. Secondo le stime dell'ARDA del 2020, i cattolici sono il 19,2% circa della popolazione, mentre i protestanti e gli altri cristiani sono il 79,6% della popolazione.
Fra i protestanti samoani, il gruppo più numeroso è costituito dai congregazionalisti, seguito dai metodisti, dalle Assemblee di Dio e dagli avventisti del settimo giorno; in misura minore sono presenti battisti, pentecostali, anglicani e Chiesa del Nazareno. Vi sono anche gruppi protestanti non denominazionali e Chiese protestanti locali, come Worship Centre Christian Church e Samoa Evangelism.
La Chiesa cattolica è presente a Samoa con una sede metropolitana (l'arcidiocesi di Samoa-Apia). 
Fra i cristiani di altre denominazioni, il gruppo più numeroso è costituito dalla Chiesa di Gesù Cristo dei Santi degli Ultimi Giorni (i Mormoni), che rappresenta il 16,9% della popolazione; vi sono anche i Testimoni di Geova.

### Altre religioni
A Samoa sono inoltre presenti piccoli gruppi di seguaci del bahaismo, dell'islam, dell'ebraismo, dell'induismo e della religione tradizionale cinese.